# Grevillea baueri
Espèce
Classification phylogénétique
Grevillea baueri est une espèce de plantes à fleurs de la famille des Proteaceae. C'est un arbuste à croissance lente qui est endémique aux collines côtières du sud-est de la Nouvelle-Galles du Sud en Australie. Il pousse généralement jusqu'à 1 mètre de hauteur et 2 mètres de diamètre. Les fleurs apparaissent en fin d'hiver et au printemps. Elles ont un périanthe rouge avec une pointe crème et un style rouge à stigmate vert,.
L'espèce a été décrite pour la première fois par le botaniste Robert Brown, sa description publiée dans Transactions of the Linnean Society of London en 1810. L'épithète spécifique est en l'honneur des deux frères autrichiens Franz et Ferdinand Bauer qui ont tous deux été des illustrateurs botaniques.

## Sous-espèces
Deux sous-espèces sont actuellement reconnues:
- G. baueri subsp. asperula
- G. baueri subsp. baueri[1]

## Culture
Cette espèce a un feuillage et des fleurs attrayants bien que le noircissement de ces dernières après floraison puisse nuire à l'apparence globale. Il est résistant au gel en Australie et préfère un sol suffisamment drainé en plein soleil ou partiellement ombragé. Les plantes sont reproduites par boutures.